# کیکمدان
کیکمدان، روستایی از توابع بخش دشمن‌زیاری شهرستان ممسنی در استان فارس ایران است.

## جمعیت
این روستا در دهستان دشمن‌زیاری قرار دارد و براساس سرشماری مرکز آمار ایران در سال ۱۳۸۵، جمعیت آن ۳۹ نفر (۱۲خانوار) بوده‌است.
به علت مهاجرت برخی از ساکنان ، جمعیت روستادر سال 92 به 27 نفر رسیده ( 8 خانوار)